# スーパースター (back numberのアルバム)
『スーパースター』は、back numberの2枚目、メジャーでは1枚目のアルバム。

## 解説
- 前作『あとのまつり』から約1年4ヶ月ぶりのリリースとなるメジャーデビューアルバム。

## 収録曲
| 全作詞・作曲: 清水依与吏、全編曲: back number（特記除く）。 |                                                              |            |            |                                     |      |
| #                                                           | タイトル                                                     | 作詞       | 作曲・編曲 |                                     | 時間 |
| 1.                                                          | 「はなびら」(編曲: back number & soundbreakers)              | 清水依与吏 | 清水依与吏 | ストリングスアレンジ: soundbreakers | 4:40 |
| 2.                                                          | 「スーパースターになったら」                                 | 清水依与吏 | 清水依与吏 |                                     | 4:26 |
| 3.                                                          | 「花束」(編曲: back number & 島田昌典)                       | 清水依与吏 | 清水依与吏 |                                     | 4:47 |
| 4.                                                          | 「思い出せなくなるその日まで」(編曲: back number & 島田昌典) | 清水依与吏 | 清水依与吏 | ストリングスアレンジ: 島田昌典      | 4:33 |
| 5.                                                          | 「あやしいひかり」                                           | 清水依与吏 | 清水依与吏 |                                     | 4:26 |
| 6.                                                          | 「半透明人間」                                               | 清水依与吏 | 清水依与吏 |                                     | 3:10 |
| 7.                                                          | 「チェックのワンピース」                                     | 清水依与吏 | 清水依与吏 |                                     | 4:44 |
| 8.                                                          | 「ミスターパーフェクト」                                     | 清水依与吏 | 清水依与吏 |                                     | 5:00 |
| 9.                                                          | 「こぼれ落ちて」                                             | 清水依与吏 | 清水依与吏 |                                     | 4:24 |
| 10.                                                         | 「リッツパーティー」                                         | 清水依与吏 | 清水依与吏 |                                     | 3:19 |
| 11.                                                         | 「電車の窓から」                                             | 清水依与吏 | 清水依与吏 |                                     | 4:54 |
| 12.                                                         | 「幸せ」                                                     | 清水依与吏 | 清水依与吏 | ストリングスアレンジ: 新屋豊        | 6:37 |
| 合計時間:                                                   | 合計時間:                                                    | 合計時間:  | 55:00      |                                     |      |

### 楽曲解説
1. はなびら
  - 1stシングル
  - 「歩道橋の上にも」という歌詞は伊勢崎市にある三郷横断歩道のことである[2]。
2. スーパースターになったら
3. 花束
  - 2ndシングル
  - TBS系『COUNT DOWN TV』2011年5月度エンディングテーマ
4. 思い出せなくなるその日まで
  - 3rdシングル
5. あやしいひかり
6. 半透明人間
  - 2ndシングル「花束」収録
7. チェックのワンピース
8. ミスターパーフェクト
  - 3rdシングル「思い出せなくなるその日まで」収録
9. こぼれ落ちて
  - 1stシングル「はなびら」収録
10. リッツパーティー
11. 電車の窓から
  - 太田市合併10周年記念映画『群青色の、とおり道』劇中歌
  - 東武伊勢崎線が舞台となっている。
  - 清水は「憧れてた場所に近い所に近づいていても、どこかで迷って不安になる瞬間をちゃんと描写したかった。そう考えているうちにメロディーと歌詞が出てきてもうこの場で作んなきゃいけない曲なんだ」と電車の中で小声で歌いながら制作していた。歌詞に出てくる『なぜだろう』を歌っていたら本当に涙が出てきたというエピソードがある[3][4]。
12. 幸せ
  - 1stシングル「はなびら」収録